# Nathan Charra
Nathan Charra (2000) es un deportista francés que compite en ciclismo en la modalidad de trials. Ganó dos medallas en el Campeonato Mundial de Ciclismo Urbano, en los años 2018 y 2024, en la prueba de equipo mixto.

## Palmarés internacional
| Campeonato Mundial | Campeonato Mundial | Campeonato Mundial | Campeonato Mundial |
| Año                | Lugar              | Medalla            | Competición        |
| ------------------ | ------------------ | ------------------ | ------------------ |
| 2018               | Chengdu (China)    | Medalla de bronce  | Equipo mixto       |
| 2024               | Abu Dabi (EAU)     | Medalla de plata   | Equipo mixto       |